# Arhopala philtron
Arhopala philtron är en fjärilsart som beskrevs av Hans Fruhstorfer 1914. Arhopala philtron ingår i släktet Arhopala och familjen juvelvingar. Inga underarter finns listade i Catalogue of Life.